# روبيت ي برويت
بلدية روبيت ي برويت (بالكاتالانية: Rupit i Pruit) هي إحدى بلديات مقاطعة برشلونة، والتي تقع في منطقة كاتالونيا، شرق إسبانيا.
يبلغ عدد سكانها 332 نسمة وفقاً لإحصائية سنة (2007).